# Ezinger Uiterdijken
De Ezinger Uiterdijken is een voormalig waterschap in de provincie Groningen.
In zijn boek uit 1910 beschrijft Geertsema de polder. Hij meldt dat deze ten noorden van de Polder Allersma was gelegen, maar dat deze na de afsluiting van het Reitdiep in 1877 geheel vervallen is. In 1913 werden de gronden toegevoegd aan het waterschap Reitdiep. 
Het waterschap Noorderzijlvest is de sinds 1995 beheerder van het gebied.

## Naam
Uiterdijken is de Groningse benaming voor kwelder of uiterwaard.